# Кобелей
Кобеле́й (каз. Көбелей) — село у складі Мугалжарського району Актюбінської області Казахстану. Входить до складу Журинського сільського округу.
До 2008 року село називалося Дмитрієвський.
Населення — 69 осіб (2021; 114 у 2009, 270 у 1999, 464 у 1989).